# Friedrich Heer
Friedrich Heer (10 de Abril de 1916 - 18 de Setembro de 1983) foi um historiador austríaco nascido em Viena.

## Juventude
Heer recebeu um PhD na Universidade em Viena, no ano de 1938. Quando era estudante, ele entrou em conflito com historiadores Pan-Germânicos leais ao 
Socialismo Social.
Ele foi capturado pela primeira vez em 11 de Março de 1938 pelos nazistas austríacos. Ele fundou um pequeno grupo de resistência católica e buscou juntar em uma banda organizada os cristãos, comunistas e sindicalistas contra os nazistas. Enquanto soldado, mais tarde entraria em contato com o grupo de resistência "Soldatenrat".

## Carreira
Entre 1946 e 1961, ele foi o editor do jornal semanal Die Furche [O Sulco], e em 1961, foi nomeado como chefe de alfabetização no Viena Burgtheather, assim como lecionou na Universidade de Viena. Além disso, a maioria de seus livros foram traduzidos para diversos idiomas.

## Ocorrências posteriores de sua vida
Em 1967, o escritor se tornou o primeiro vencedor da Medalha Martin Buber-Franz Rosenszweig, concedida por um grupo de quarenta e quatro sociedades pela compreensão cristã e judaica, devido à sua conquista com O Primeiro Amor de Deus.
Heer viria a falecer em abril de 1916, na cidade que o acolheu academicamente, Viena.

## Condecorações e prêmios
- 1949: Prêmio Cidade das Ciências Humanas de Viena
- 1968: Prêmio do Conselho Coordenador das Sociedades Alemãs de Cooperação Cristão-Judaica pela primeira vez "Medalha Buber Rosenzweig" (com o teólogo protestante Friedrich-Wilhelm Marquardt) (Apresentação: 17 de março de 1968)
- 1972: Prêmio do Grande Estado Austríaco (Apresentação: 21 de dezembro de 1972)
- 1976: Medalha da capital Viena em ouro por importantes realizações jornalísticas e acadêmicas (decisão do conselho de 21 de maio de 1976)
- 1977: Cruz de honra austríaca para ciência e arte, 1ª classe (concedida em 4 de maio de 1977) [1]
- 1981: Prêmio do Livro de Não-ficção de Donauland

## Publicações
- 1947: Die Stunde des Christen
- 1949: Gespräch der Feinde
- 1949: Aufgang Europas (2 Bände)
- 1950: Der achte Tag (Roman, erschienen unter dem Pseudonym „Hermann Gohde“)
- 1952: Die Tragödie des Heiligen Reiches
- 1953: Europäische Geistesgeschichte
- 1953: Grundlagen der europäischen Demokratie der Neuzeit
- 1960: Die dritte Kraft
- 1961: Mittelalter - von 1100 bis 1350 em Kindlers Kulturgeschichte
- 1964: Europa – Mutter der Revolutionen (The Intellectual History of Europe, Weidenfeld & Nicolson, 1966)
- 1967: Das Heilige Römische Reich (O Sagrado Império Romano, tradução abreviada por Phoenix Press, 2002: ISBN 1-84212-600-8).
- 1967: Gottes erste Liebe. Die Juden im Spannungsfeld der Geschichte. ISBN 3-548-34329-5 (O Primeiro Amor de Deus, 1970)
- 1968: Der Glaube des Adolf Hitler. Anatomie einer politischen Religiosität ISBN 3-548-34598-0
- 1978: Warum gibt es kein Geistesleben in Deutschland? ISBN 3-471-17830-6
- 1981: Der König und die Kaiserin (Gegenüberstellung Friedrich II. und Maria Theresia)
- 1981: Der Kampf um die österreichische Identität